# اریک اولسن
اریک اولسن (انگلیسی: Eric Olsen) مدیر کارآفرین و مدیر اجرایی اهل فرانسه است، که هم‌اکنون به‌عنوان مدیرعامل و رئیس هیئت مدیره شرکت لافارژ فعالیت می‌کند.